# José de León (futbolista)
José Alejandro de León Gómez (Madrid, 2 de marzo de 2004), conocido como José de León, es un futbolista hispano-dominicano que juega de extremo en el Deportivo Alavés B de la Segunda Federación de España.

## Trayectoria
Su carrera deportiva comenzó en la cantera del Deportivo Alavés, club al que se incorporó en 2019. Debutó con el filial albiazul el 25 de abril de 2021, en la Segunda División B de España.
El 16 de enero de 2024, hizo su debut con el primer equipo en la Copa del Rey, encuentro de los cuartos de final frente al Athletic Club.
En abril de 2024, el Deportivo Alavés anunció su renovación hasta 2029.

## Selección nacional
Es internacional con la selección sub-23 de República Dominicana, combinado con el que disputó los Juegos Olímpicos de París 2024.

### Participaciones en Juegos Olímpicos
| Juegos Olímpicos               | Sede    | Resultado      | Partidos | Goles |
| ------------------------------ | ------- | -------------- | -------- | ----- |
| Juegos Olímpicos de París 2024 | Francia | Fase de grupos | 3        | 0     |

## Clubes
| Club               | País   | Año       | Partidos | Goles |
| ------------------ | ------ | --------- | -------- | ----- |
| Deportivo Alavés B | España | 2021-act. | 78       | 9     |
| Deportivo Alavés   | España | 2024-act. | 1        | 0     |